# Adieu Léonard
Pour plus de détails, voir Fiche technique et Distribution.
Adieu... Léonard ! est un film français réalisé par Pierre Prévert, sorti le 1er septembre 1943.

## Synopsis
Félicien Léonard (Julien Carette) est un commerçant en lampions, farces et attrapes que les extravagances de sa femme, Bernardine (Denise Grey), et de l'amant de celle-ci, Tancrède (Jean Meyer), ont conduit à la ruine. Tancrède incite Léonard  à faire un cambriolage. Mais, peu doué, celui-ci est surpris par le marchand de biens, Prosper Bonenfant (Pierre Brasseur), chez qui il fracture un coffre-fort vide.
Bonenfant, une franche crapule malgré son nom, fait rédiger à Léonard une lettre dans laquelle il reconnaît sa tentative de cambriolage et avec laquelle il le fait chanter. Il veut que Léonard le débarrasse d'un de ses cousins, Ludovic (Charles Trenet), qui l'a privé d'un héritage. Bonenfant conduit Léonard chez Ludovic qui vit paisiblement dans un petit château du sud-ouest de la France où il accueille un petit peuple de marginaux très mal vus du voisinage. Là, Bonenfant pousse Léonard au crime par différents moyens : couteau, noyade, poison, pendaison ... en vain.

## Fiche technique
- Titre : Adieu Léonard
- Réalisation : Pierre Prévert, assistants : Lou Bonin, Robert Scipion et Jacques-Laurent Bost
- Scénario : Jacques Prévert et Pierre Prévert
- Dialogues : Jacques Prévert
- Photographie : André Thomas
- Montage : Charles Bretoneiche
- Musique : Joseph Kosma
- Décors : Max Douy
- Producteur : André Halley des Fontaines
- Société de production : Essor cinématographique français
- Société de distribution : Pathé Consortium Cinéma
- Pays de production :  France
- Format : Noir et blanc — 35 mm — 1,37:1 — Son : Mono
- Genre : Comédie
- Durée : 104 minutes (1 h 44)
- Date de sortie : 
  - France : 1er septembre 1943

## Distribution
- Julien Carette : Félicien Léonard
- Denise Grey : Bernardine
- Jean Meyer : Tancrède
- Pierre Brasseur : Bonenfant
- Charles Trenet : Ludovic

- Jacqueline Pagnol : Paulette
- Gaby Wagner : Marguerite, la jolie voyageuse
- Marcel Pérès : Le patron de 'La Confiance'
- Albert Rémy : Le marchand d'oiseaux
- Jeanne Arnoux
- Roger Blin : Le chef bohémien
- René Bourbon : Le notaire
- Jenny Burnay : Mme Bonenfant
- Jean Dasté : Le raccommodeur de porcelaine
- Guy Decomble : Le rémouleur
- Étienne Decroux : Prasmoquier
- Jean Didier : Le voyageur dans le train
- Louise Fouquet : La bouquetière
- Yette Lucas : La patronne de 'La Confiance'
- Madeleine Suffel : La poule
- Edmond Van Daële : Le graveur
- Yves Deniaud : Le garçon de café
- Maurice Baquet : Le marchand de lampions
- Édouard Delmont : Le chemineau
- Barrault : Le guitariste
- Barray : (non crédité)
- Brémont : (non crédité)
- Raymond Bussières : Le peintre (non crédité)
- Madame Chantel : La mère du bébé (non crédité)
- Jeannette Chauffour : La marchande de quatre saisons (non crédité)
- Pierre Collet : Le marchand d'habits (non crédité)
- Louis Daquin : (non crédité)
- Guy d'Arnoux : (non crédité)
- Debaker : (non crédité)
- Jacques Dufilho : Le marchand de marrons (non crédité)
- Jeanne Dussol : La marchande de ballons (non crédité)
- Paul Frankeur : Le cordonnier (non crédité)
- Jean Gehret : (non crédité)
- Jean Gold : Un inspecteur (non crédité)
- Maurice Hiléro : Le voisin (non crédité)
- Pierre Latour : (non crédité)
- Charles Lavialle : Le facteur (non crédité)
- Jean Leduc : Le tondeur de chiens (non crédité)
- André Le Gall : (non crédité)
- Fabien Loris : L'allumeur de réverbère (non crédité)
- Maray : (non crédité)
- Cécyl Marcyl : La marchande de mouron (non crédité)
- Geneviève Morel : La bonne (non crédité)
- Jane Morlet : (non crédité)
- Marcel Mouloudji : Le ramoneur (non crédité)
- Négery : Le vitrier (non crédité)
- Laure Paillette : Une invitée de Bernardine (non crédité)
- Julienne Paroli : (non crédité)
- Louis Penalair : Le portier du cirque (non crédité)
- Lucien Raimbourg : (non crédité)
- Rittner : (non crédité)
- Sassia : Le marchand de glaces (non crédité)
- Schelsser : (non crédité)
- Robert Scipion : (non crédité)
- Simone Signoret : La gitane (non crédité)
- Germaine Stainval : La vieille dame (non crédité)
- René Stern : Un inspecteur (non crédité)
- Talmont : Le gendarme (non crédité)
- Émile Vardannes : Le vieux monsieur (non crédité)
- Varillat : Le photographe (non crédité)
- Bernard Véron : Le cireur (non crédité)
- Roger Vincent : Le colonel (non crédité)
- Georges Vitsoris : Un bohémien (non crédité)
- Vitta : Le second ramoneur (non crédité)
- Max Volle : Le cuisinier (non crédité)
- Eugène Yvernès : Le docteur (non crédité)
- Yvonne Soulé : Passante à bicyclette (non crédité)

## Citations
- « Ce divertissement écrit par Jacques Prévert en collaboration avec son frère Pierre (et mis en scène par celui-ci) est, en bien des séquences, vif et assez émouvant dans sa tonalité dominante, anarchiste et sentimentale... » (Roger Boussinot, Encyclopédie du Cinéma, éd. Bordas, 1980, p. 8)
- « J'ai tenu à rendre ici un double hommage à Carette, porte-drapeau génial de ce film méconnu, et à Pierre Prévert, cinéaste quelque peu maudit... » (Jacques Siclier, La France de Pétain et son cinéma, éd. Henri Veyrier, 1981, p.197)
- « Le personnage incarné par Charles Trenet, Ludovic, qui dilapide toute sa fortune au profit de ceux qui exercent des métiers peu rentables ou qui sont dans le dénuement, ne sera pas du goût de tout le monde. Et puis, tous ces êtres forment une sorte de communauté autonome qui pourrait bien faire penser à l'anarchie. Il faudra opérer de nombreuses coupures, mais après la guerre, le film sera remonté dans son intégralité » (Danièle Gasiglia-Laster, Jacques Prévert, celui qui rouge de cœur, éd. Séguier, 1994, p.158)
- « En 1943, les frères Prévert portent à l’écran "Adieu..Léonard", une étrangeté poétique non conventionnelle dans laquelle un héritier recueille dans sa maison des gens de petits métiers : des marchands d’oiseaux, des repasseurs de couteaux, des rempailleurs de chaises, des tondeurs de chiens... » (Carole Aurouet, Prévert, portrait d'une vie, éd. Ramsay, 2007, p. 73)

## À noter
- Ce film a subi plusieurs modifications de montage au cours de son existence.

### Radio
- Jean-Pierre Pagliano, Le Cinéma des frères Prévert, France Culture (Mardis du cinéma), 4 juillet 1989.